# Estadio Galilea
El Estadio Galilea fue un estadio de fútbol ubicado en Cali, Colombia, construido en 1928 para albergar los I Juegos Deportivos Nacionales.

## Historia
El estadio se construyó sobre el campo Galilea, en el barrio Versalles, lugar donde ya se practicaba fútbol. Con motivo de la celebración de los primeros juegos nacionales -entonces llamados Olimpiadas Nacionales- se inauguró el estadio, el cual fue el primero que tuvo la ciudad. El mismo estaba hecho de madera y tenía un aforo para 8 000 personas y unas instalaciones que lo hicieron el mejor escenario deportivo del país en aquella época. El precio total de la construcción del estadio fue de 15 000 pesos de la época.
El estadio disponía de tribunas en los cuatro costados, palcos, camerinos y baños para los jugadores, y un cuarto para guardar los uniformes. Además de pistas de carreras, de lanzamiento y tenis, entre otras.
El estadio contaba con una pista atlética, y fue un escenario clave en la ciudad para la popularización del fútbol. Los equipos históricos de la ciudad, el Deportivo Cali y el América jugaron algunos de sus primeros partidos en este recinto deportivo.
Debido al éxito del fútbol en la ciudad, pronto el estadio fue insuficiente para albergar al creciente volumen de  espectadores de este deporte, quienes acudían al estadio para ver los partidos. Por ello se decidió construir un estadio nuevo en la capital vallecaucana, el cual fue inaugurado en 1937 como el Estadio Departamental, que luego fue rebautizado como Estadio Olímpico Pascual Guerrero.
En el lugar donde estaba construido el Estadio Galilea, actualmente se sitúa el edificio de la Clínica de Occidente.